# Антонова Ніна Василівна
Ніна Василівна Антонова (нар. 2 грудня 1935, Бакали, Башкирська АРСР, РРФСР, СРСР) — радянська і українська актриса. Заслужена артистка УРСР (1980). Народна артистка України (2021).

## Біографія
Ніна Василівна Антонова народилася 2 грудня 1935 в селі Бакали, Башкирська АРСР. Її батько був режисером, мати працювала на м'ясопереробному заводі. У 1941 року після початку Німецько-радянської війни сім'я переїхала до Москви.
У 1958 році Ніна Антонова закінчила Театральне училище ім. Б. Щукіна і в тому ж році дебютувала в кіно роллю піонервожатої Натки в дитячому фільмі Мечислави Маєвської «Військова таємниця», знятому на Ялтинській кіностудії. Далі її було запрошено на невеличку роль у фільмі Олександра Довженка «Поема про море», який знімала вже Юлія Солнцева.
У 1958—1963 роках була акторкою кіностудії «Ленфільм», потім переїхала до Києва, ставши з 1963-го акторкою кіностудії імені О. Довженка. Багато років Ніна Антонова знімалася у фільмах свого чоловіка, режисера Анатолія Буковського. Найважливішої у творчій біографії акторки стала головна роль у багатосерійному телевізійному фільмі «Варчина земля», що вийшов на екрани в 1969 році. Фільм Анатолія Буковського був присвячений молоді, проблемам вибору професії і місця в житті. Героїня Антонової, Варя Кравець, після закінчення школи залишається в рідному колгоспі. Тут їй доведеться зустріти перше кохання, перенести втрату коханого, здолати кризу.
Ще однією помітною роботою Ніни Антонової в кіно стала головна роль у пригодницькому фільмі Анатолія Буковського «Провал операції „Велика ведмедиця“». Акторка зіграла сільську вчительку Марію Шевчук, яка допомагає в післявоєнні роки викрити банду Рена, що орудує на території Західної України.
Ніна Антонова знімалася в усіх стрічках чоловіка: «Сумка, повна сердець» (Луїза Калашникова), «Бур'ян» (Христя Мотузка), «Лада з країни берендеїв» (принцеса Магот), «Тут нам жити» (Катерина Богорад), «Небо-земля-небо» (Галина Раменська), «Підпільний обком діє» (Марія), «Візит у Ковалівку» (Ірина Стрельникова), «Володьчине життя» (Катерина Плесова), «Повернення» (Рогачова) та в останньому фільмі А. Буковського — гостросюжетному детективі «Особиста зброя», де вона зіграла роль Розинської. Знімалася також у Леоніда Бикова («Ати-бати, йшли солдати...»), Анатолія Матешка («Зелений вогонь кози»), Михайла Бєлікова («Розпад») та інших українських режисерів.
В останні роки Ніни Антонова активно знімається в телесеріалах («Територія краси», «Здрастуй, мамо», «Нюхач» та багато ін.).
У 2016 році син Ніни Антонової та Анатолія Буковського Сергій Буковський зняв про акторку документальний фільм «Головна роль», який був відзначений українською національною кінопремією «Золота дзиґа» 2017 року у категорії «Найкращий документальний фільм». У липні 2017 року фільм було включено до програм національного та конкурсу європейських документальних фільмів на 8-му Одеському міжнародному кінофестивалі. У травні 2018-го актрису Ніну Антонову, звукорежисера Ігоря Барбу та кінооператора Анатолія Химича за фільм «Головна роль» нагороджено Мистецькою премією «Київ» ім. Івана Миколайчука.

## Фільмографія
- 1958 : «Військова таємниця» (Натка Шагалова, піонервожата)
- 1958 : «Поема про море» (подруга Варі та Олесі)
- 1959 : «Неоплачений борг» (Леля Конюшкова)
- 1961 : «Випадок у готелі»
- 1961 : «З днем народження» (Глаша)
- 1961 : «За двома зайцями» (служниця з пансіону)
- 1962 : «Серед добрих людей» (Ярошко)
- 1964 : «Сумка, повна сердець» (Луїза Калашникова, вчителька)
- 1965 : «Гадюка» (дівчина на зборах)
- 1965 : «Немає невідомих солдатів» (Галя, дружина Чумака)
- 1966 : «Бур'ян» (Христя Мотузка)
- 1966 : «Два роки над прірвою» (подруга Валі)
- 1969 : «Варчина земля», т/с (Варка Кравець)
- 1971 : «Лада з країни Берендеїв» (Маггот, принцеса, дочка короля)
- 1972 : «Тут нам жити» (Катерина Богорад)
- 1974 : «Блакитний патруль» (мати Толі Сімагіна)
- 1975 : «Ви Петьку не бачили?» (мама Сонечка)
- 1975 : «Небо—земля—небо» (Галина Раменська)
- 1976 : «Ати-бати, йшли солдати...» (Люся, буфетниця)
- 1976 : «Відпустка, яка не відбулася» (Антонова, мама Альоші)
- 1978 : «Бачу ціль» (Варвара Миколаївна Клокова, дружина підполковника)
- 1978 : «Підпільний обком діє», 2-4 серії (Марія Пилипівна Бесараб)
- 1980 : «Візит у Ковалівку» (Ірина Стрельникова)
- 1980 : «Довгі дні, короткі тижні...» (Ірина Миколаївна, секретарка Антонова)
- 1980 : «Пора літніх гроз» (Ксенія Баришева)
- 1980 : «Чекаю і сподіваюсь» (бабця)
- 1981 : «Осіння дорога до мами» (Варвара)
- 1983 : «Провал операції „Велика Ведмедиця“» (Марія Григорівна Шевчук, вчителька)
- 1984 : «Володьчине життя» (Катерина Плесова)
- 1984 : «Найкращі роки» (дружина Кабіна)
- 1986 : «Звинувачується весілля» (мама Свєти)
- 1987 : «Виконати будь-яку правду» (робітниця відділу кадрів заводу)
- 1987 : «Жменяки» (дружина Юрка Петрички)
- 1987 : «Повернення» (Рогачова)
- 1989 : «Зелений вогонь кози» (бабуся)
- 1990 : «Каталажка» (мати Ніни)
- 1990 : «Розпад» (сусідка Ігнатія)
- 1991 : «Особиста зброя», т/ф (Наталія Василівна Разінська, голова облвиконкому)
- 1991 : «Останній бункер» (епізод)
- 1992 : «Гра всерйоз» (Степанида)
- 1993 : «Місяцева зозулька» (теща Колі)
- 1995 : «Обережно! Червона ртуть!» (сусідка Денисенка)
- 1997 : «Святе сімейство»
- 2004 : «Я тебе люблю» (цілителька)
- 2005 : «Золоті хлопці» (епізод)
- 2005 : «Підступи любові» (сусідка)
- 2006 : «Мертвий, живий, небезпечний» (баба Маруся, цілителька)
- 2006 : «Повернення Мухтара — 3», 6, 89 серії (Антоніна Сазонівна)
- 2006 : «Пригоди Вірки Сердючки» (епізод)
- 2006 : «Театр приречених» (епізод)
- 2006 : «Юлія повертається» (мама Юлії)
- 2007 : «Агітбригада „Бий ворога!“» (епізод)
- 2007 : «Знак долі» (Варвара Кузьмівна, бабуся Вані)
- 2007 : «Рік золотої рибки» (епізод)
- 2007 : «Смерть шпигунам!» (санітарка в госпіталі)
- 2008 : «Заходь — не бійся, виходь — не плач» (Федора Гаврилівна, сусідка)
- 2008 : «Морфій» (епізод)
- 2008 : «Повернення Мухтара — 4», 76 серія (бабуня)
- 2008 : «Тяжіння» (бабуся на зупинці)
- 2009 : «Вагома підстава для вбивства» (бабуся Віра)
- 2009 : «Викрадення Богині» (сусідка Терехова по дачі)
- 2009 : «Життя на двох» (сусідка Уляни)
- 2009 : «Рука на щастя» (сусідка)
- 2009 : «Снігур» (мама Олі)
- 2009 : «Територія краси» (Гаврилівна, прибиральниця в клініці)
- 2009 : «Хлібний день» (Дем'янівна, селянка)
- 2010 : «Коли на південь летять журавлі» (баба Катя, фельдшер)
- 2010 : «Посміхнись, коли плачуть зорі» (санітарка в лікарні)
- 2011 : «Балада про бомбера» (епізод)
- 2011 : «Білі троянди надії» (епізод)
- 2011 : «Доставити за будь-яку ціну» (чергова в лікарні)
- 2011 : «Доярка з Хацапетівки — 3» (епізод)
- 2011 : «Дід» (Аглая Петрівна Кононова, сестра Андрія Петровича)
- 2011 : «Здрастуй, мамо!» (Микитівна)
- 2011 : «Острів непотрібних людей» (баба Капа)
- 2011 : «Повернення Мухтара — 7», 7 серія (Марія Василівна Пушкова)
- 2011 : «Сім верст до небес» (тітонька Ксенії)
- 2011 : «Терміново шукаю чоловіка» (епізод)
- 2012 : «Метелик» (бабуся Віка)
- 2012 : «Батьківський інстинкт» (Валентина Федорівна Кацурова, няня)
- 2012 : «Брат за брата — 2» (бабуся з собакою)
- 2012 : «Любов зі зброєю» (сусідка)
- 2012 : «Мрії з пластиліну» (торговка)
- 2012 : «Повернення Мухтара — 8», 22 серія (сусідка Хрульова)
- 2012 : «Політ метелика» (Алевтина Григорівна, сусідка)
- 2012 : «Синдром дракона» (сусідка Авдєєва)
- 2013 : «1943» (епізод)
- 2013 : «Агент» (мама Єрохіна)
- 2013 : «Вбити двічі» (епізод)
- 2013 : «Даша» (бабуся Вася)
- 2013 : «Два Івана» (бабуся Ольги)
- 2013 : «Нюхач» (мешканка Зуївки)
- 2013 : «Полярний рейс» (пацієнтка)
- 2013 : «Сусіди по розлученню» (покупець квартири)
- 2013 : «Тариф „Щаслива родина“» (вахтерка у гуртожитку)
- 2013 : «Чорні кішки» (баба Ганя)
- 2013 : «Я поруч» (епізод)
- 2014 : «Братські узи» (сусідка)
- 2014 : «Вітер в обличчя» (Віра)
- 2014 : «Дім із ліліями» (прибиральниця)
- 2014 : «Піддубний» (літня санітарка)
- 2014 : «Самотній за контрактом» (касир)
- 2014 : «Чоловік на годину» (перехожий)
- 2014 : «Швидка допомога», 2 серія (Любов Григорівна Маркіна)
- 2015 : «Офіцерські дружини» (баба Марфа)
- 2015 : «Три дороги» (Ірина Петрівна Звонарьова, мати Михайла)
- 2016 : «„Найкращий“ тиждень мого життя» (бабуся)
- 2016 : «Волинь» / Wołyń (Бабуліна)
- 2016 : «Маестро» (бабуся)
- 2016 : «Підкидьки»
- 2016 : «Родичі» (епізод)
- 2017 : «Остання подорож Леандра» / Leanders letzte Reise (Устина)
- 2018 : «Донбас» (епізод)
- 2020 : «Бульмастиф»
- 2021 : «Ой» (бабця)

## Нагороди та номінації
| Нагорода                                   | Рік  | Категорія                                                         | Робота       | Результат |
| ------------------------------------------ | ---- | ----------------------------------------------------------------- | ------------ | --------- |
| Національна премія кінокритиків «Кіноколо» | 2023 | Найкраща акторка                                                  | Степне       | Номінація |
| Телетріумф                                 | 2018 | Акторка телевізійного фільму/серіалу                              | Маестро      | Номінація |
| Мистецька премія «Київ»                    | 2018 | Премія «Київ» їм. Івана Миколайчука                               | Н/Д          | Перемога  |
| Одеський міжнародний кінофестиваль         | 2017 | Золотий Дюк за найкращу акторську роботу в національному конкурсі | Головна роль | Перемога  |